# Tanzt!
Tanzt! Zukunft braucht Bewegung ist ein deutscher 3D-Dokumentarfilm von 2012.
Thema ist die Stadt Dortmund aus der Perspektive von Balletttänzern.

## Inhalt
Der Choreograph und Ballettdirektor Wang Xinpeng bekommt den Auftrag, seine neue Heimat Dortmund in eine Choreographie zu übersetzen. Zusammen mit dem Chefdramaturgen Christian Baier und seinem Ballettmanager geht er die Aufgabe an. Sie besuchen die historischen Orte des ehemaligen Bergbaus, Industrieanlagen sowie neue Freizeiträume auf ehemaligen Industriearealen. Inspiriert von diesen Kulissen lassen sie Tänzerinnen und Tänzer an diesen Original-Schauplätzen die Bewegung und Energie in Tanz übersetzen. Auf dem Weg bis zur Premiere lernt der Zuschauer zudem Lebensgeschichten und Leidenschaften der Tänzer kennen. Auch Hip-Hop und Breakdance kommen zum klassischen und modernen Ballett hinzu, denn Xin ist überzeugt, dass diese Elemente in seine Hommage an die Stadt gehören.

## Technik
Der Film ist in Real 3D realisiert. Grundlage hierfür waren die 2011/12 neuen integrierten 3D-Kamerasysteme, die es fast wie konventionelle Kameras ermöglichen, dokumentarisch in 3D zu arbeiten.

## Auszeichnungen
- Bester Film (3D Korea International Film Festival)
- Beste Dokumentation (3D Filmfestival Barcelona)[2]
- Sonderschau Blicke-Filmfestival
- Selektion Beyond-Filmfestival Karlsruhe (Oktober 2013)[3]